# هری لی (تنیس‌باز)
 هری لی (انگلیسی: Harry Lee؛ زاده ۱۵ ژوئن ۱۹۰۷ درگذشته ۱۴ آوریل ۱۹۹۸) یک تنیس‌باز اهل بریتانیا بود. 